# Магнус Максимус
Магнус Клемент Максимус у изворима такође и Максимијан (рођен око 335. године, умро 28. августа 388. године) био је узурпатор царске власти у Западном римском царству.
Магнус Максимус је био из Хиспаније. Његове трупе су га прогласиле за цара 383. године, док је са војском служио у Британији. Касније легенде га сврставају у британске краљеве. Пошто је успоставио власт у Галији, Магнус Максимус се сукобио са својим главним ривалом Грацијаном код Париза. Грацијан је претрпео пораз и у бекству је био убијен 383. године. Убрзо потом, Магнус Максимус је успео да истера Валентинијана II из Рима. Валентинијан је затим побегао код Теодосија I, тада цара Источног римског царства. Утврдивши се на Западу, Максимус је за своју престоницу изабрао град Августа Треверорум (лат. Augusta Treverorum), доцније познат као Трир. Постао је популаран цар, и оштро је прогањао јеретике.
Теодосије I и Валентинијан II започели су рат против Магнуса Максимуса у јулу и августу 388. године. Максим је поражен у битка код бици код Саве, близу Емоне, данашње Љубљане и морао се повући у Аквилеју. Андрагатије, магистер еквитум (лат. magister equitum) Магнуса Максимуса и човек који је убио Грацијана био је поражен код Сисције, а његов брат Марцелин код Петовијум. Максим се предао у Аквилеји, затражио је милост, али је није добио. Његова жена и кћи су међутим биле поштеђене. Максимов син Флавије Виктор доживео је пораз од Валентинијановог заповедника Арбогаста у јесен исте, 388. године.